# Kovalentní poloměr
Kovalentní poloměr, rkov, je poloměr atomu, který je vázán kovalentní vazbou. Je udáván v pikometrech (pm) nebo ångströmech (Å), 1 Å = 100 pm.
Teoreticky by měl být součet dvou kovalentních poloměrů roven délce příslušné kovalentní vazby. Tento vztah ale neplatí, protože kovalentní poloměr závisí na chemickém okolí atomu. Polární kovalentní vazba je kratší, než součet příslušných kovalentních poloměrů. Tabulované hodnoty kovalentních poloměrů jsou často průměrnými hodnotami získanými z několika různých vazeb.
Kovalentní poloměr se nejčastěji stanovuje pomocí rentgenové strukturní analýzy, vzácněji se využívá i neutronové difrakce.
V zásadě platí, že součet kovalentních poloměrů dvou atomů by se měl rovnat délce kovalentní vazby mezi těmito atomy, R(AB) = r(A) + r(B). Čistě formálně je navíc možné zavést rozdílné poloměry pro jednoduché, dvojné a trojné vazby (dále v textu jako r1, r2 a r3). Tyto vztahy však rozhodně nejsou přesné, protože velikost atomu není konstantní, nýbrž závisí na jeho chemickém okolí. U sloučenin typu A-B, tedy sloučenin různých druhů atomů mohou navíc hrát roli i iontové příspěvky. Například polární kovalentní vazby jsou často kratší, než bychom podle součtu kovalentních poloměrů očekávali. Hodnoty kovalentních poloměrů v následující tabulce jsou buď průměrné, nebo jinak zjednodušené, přesto je z nich patrná určitá přenosnost na různé situace, díky které jsou tyto hodnoty užitečné.
Délka vazby R(A-B) se typicky měří rentgenovou difrakcí (méně častěji i neutronovou difrakcí molekulárních krystalů). Rovněž metoda rotační spektroskopie může poskytovat velmi přesné hodnoty vazebných délek. 

Linus Pauling zavedl pro vazby A-A, tedy vazby se shodnými atomy předpoklad, že kovalentní poloměr představuje polovinu délky jednoduché vazby v daném prvku, tj. R(H–H, in H2) = 74.14 pm, takže rkov(H) = 37.07 pm. V praxi je pak běžné získávat kovalentní poloměr průměrováním z velkého vzorku různých kovalentních sloučenin, ačkoli rozdíl v obou přístupech je často zanedbatelný. Sanderson nedávno opublikoval soubor nepolárních kovalentních poloměrů pro prvky hlavních skupin periodické soustavy prvků . Dostupnost rozsáhlých souborů vazebných délek z databáze CSD Cambridge Crystallographic Database vedla k tomu, že kovalentní poloměry jsou už dnes v mnoha ohledech zastaralé.

## Tabulka kovalentních poloměrů
Přibližně se kovalentní poloměr se určuje jako poloměr toho jádra atomu, které se dotýká jádra sousedícího atomu ve vazebné situaci.
Hodnoty v následující tabulce pocházející z ref. 3 byly získány na základě statistické analýzy více než 228 000 experimentálních vazebných délek získaných z databáze DSB . Hodnoty v závorkách představují odhad standardní odchylky poslední číslice. Tento fit určuje poloměry pro C, N a O.
Jiným možným přístupem je vytvoření celistvého fitu pro všechny prvky nějaké menší skupiny molekul. Tento postup byl uplatněn zvlášť pro jednoduché, dvojné  a trojné vazby  prvků periodické soustavy až po supertěžké prvky. Použita byla jak data získaná experimenty, tak i výpočty. Výsledky pro jednoduché vazby jsou často podobné těm, které uvádí Cordero at al.[3]. Pokud se výsledky liší, může se lišit také použité koordinační číslo. To platí zejména pro většinu přechodných kovů (prvky s d a f orbitaly). Běžně se dá očekávat, že r1 > r2 > r3. Odchylky od tohoto předpokladu se mohou vyskytnout u slabých násobných vazeb, pokud jsou rozdíly v ligandech větší než rozdíly vazebných délek v použitých datech. Stejný, self-konzistentní přístup byl použit, aby se vešly čtyřbokou kovalentní poloměry. 
| Z   | Symbol         | r (Å)[3] | r1(Å)[4] | r2(Å)[5] | r3(Å) [6] |
| --- | -------------- | -------- | -------- | -------- | --------- |
| 1   | H              | 0.31(5)  | 0.32     |          |           |
| 2   | He             | 0.28     | 0.46     |          |           |
| 3   | Li             | 1.28(7)  | 1.33     | 1.24     |           |
| 4   | Be             | 0.96(3)  | 1.02     | 0.90     | 0.85      |
| 5   | B              | 0.84(3)  | 0.85     | 0.78     | 0.73      |
| 6   | C (sp3)        | 0.76(1)  | 0.75     |          |           |
|     | C (sp2)        | 0.73(2)  |          | 0.67     |           |
|     | C (sp)         | 0.69(1)  |          |          | 0.60      |
| 7   | N              | 0.71(1)  | 0.71     | 0.60     | 0.54      |
| 8   | O              | 0.66(2)  | 0.63     | 0.57     | 0.53      |
| 9   | F              | 0.57(3)  | 0.64     | 0.59     | 0.53      |
| 10  | Ne             | 0.58     | 0.67     | 0.96     |           |
| 11  | Na             | 1.66(9)  | 1.55     | 1.60     |           |
| 12  | Mg             | 1.41(7)  | 1.39     | 1.32     | 1.27      |
| 13  | Al             | 1.21(4)  | 1.26     | 1.13     | 1.11      |
| 14  | Si             | 1.11(2)  | 1.16     | 1.07     | 1.02      |
| 15  | P              | 1.07(3)  | 1.11     | 1.02     | 0.94      |
| 16  | S              | 1.05(3)  | 1.03     | 0.94     | 0.95      |
| 17  | Cl             | 1.02(4)  | 0.99     | 0.95     | 0.93      |
| 18  | Ar             | 1.06(10) | 0.96     | 1.07     | 0.96      |
| 19  | K              | 2.03(12) | 1.96     | 1.93     |           |
| 20  | Ca             | 1.76(10) | 1.71     | 1.47     | 1.33      |
| 21  | Sc             | 1.70(7)  | 1.48     | 1.16     | 1.14      |
| 22  | Ti             | 1.60(8)  | 1.36     | 1.17     | 1.08      |
| 23  | V              | 1.53(8)  | 1.34     | 1.12     | 1.06      |
| 24  | Cr             | 1.39(5)  | 1.22     | 1.11     | 1.03      |
| 25  | Mn (low spin)  | 1.39(5)  |          |          |           |
|     | Mn (high spin) | 1.61(8)  |          |          |           |
|     | Mn             |          | 1.19     | 1.05     | 1.03      |
| 26  | Fe (low spin)  | 1.32(3)  |          |          |           |
|     | Fe (high spin) | 1.52(6)  |          |          |           |
|     | Fe             |          | 1.16     | 1.09     | 1.02      |
| 27  | Co (low spin)  | 1.26(3)  |          |          |           |
|     | Co (high spin) | 1.50(7)  |          |          |           |
|     | Co             |          | 1.11     | 1.03     | 0.96      |
| 28  | Ni             | 1.24(4)  | 1.10     | 1.01     | 1.01      |
| 29  | Cu             | 1.32(4)  | 1.12     | 1.15     | 1.20      |
| 30  | Zn             | 1.22(4)  | 1.18     | 1.20     |           |
| 31  | Ga             | 1.22(3)  | 1.24     | 1.17     | 1.21      |
| 32  | Ge             | 1.20(4)  | 1.21     | 1.11     | 1.14      |
| 33  | As             | 1.19(4)  | 1.21     | 1.14     | 1.06      |
| 34  | Se             | 1.20(4)  | 1.16     | 1.07     | 1.07      |
| 35  | Br             | 1.20(3)  | 1.14     | 1.09     | 1.10      |
| 36  | Kr             | 1.16(4)  | 1.17     | 1.21     | 1.08      |
| 37  | Rb             | 2.20(9)  | 2.1      | 2.02     |           |
| 38  | Sr             | 1.95(10) | 1.85     | 1.57     | 1.39      |
| 39  | Y              | 1.90(7)  | 1.63     | 1.3      | 1.24      |
| 40  | Zr             | 1.75(7)  | 1.54     | 1.27     | 1.21      |
| 41  | Nb             | 1.64(6)  | 1.47     | 1.25     | 1.16      |
| 42  | Mo             | 1.54(5)  | 1.38     | 1.21     | 1.13      |
| 43  | Tc             | 1.47(7)  | 1.28     | 1.2      | 1.1       |
| 44  | Ru             | 1.46(7)  | 1.25     | 1.14     | 1.03      |
| 45  | Rh             | 1.42(7)  | 1.25     | 1.1      | 1.06      |
| 46  | Pd             | 1.39(6)  | 1.2      | 1.17     | 1.12      |
| 47  | Ag             | 1.45(5)  | 1.28     | 1.39     | 1.37      |
| 48  | Cd             | 1.44(9)  | 1.36     | 1.44     |           |
| 49  | In             | 1.42(5)  | 1.42     | 1.36     | 1.46      |
| 50  | Sn             | 1.39(4)  | 1.4      | 1.3      | 1.32      |
| 51  | Sb             | 1.39(5)  | 1.4      | 1.33     | 1.27      |
| 52  | Te             | 1.38(4)  | 1.36     | 1.28     | 1.21      |
| 53  | I              | 1.39(3)  | 1.33     | 1.29     | 1.25      |
| 54  | Xe             | 1.40(9)  | 1.31     | 1.35     | 1.22      |
| 55  | Cs             | 2.44(11) | 2.32     | 2.09     |           |
| 56  | Ba             | 2.15(11) | 1.96     | 1.61     | 1.49      |
| 57  | La             | 2.07(8)  | 1.8      | 1.39     | 1.39      |
| 58  | Ce             | 2.04(9)  | 1.63     | 1.37     | 1.31      |
| 59  | Pr             | 2.03(7)  | 1.76     | 1.38     | 1.28      |
| 60  | Nd             | 2.01(6)  | 1.74     | 1.37     |           |
| 61  | Pm             | 1.99     | 1.73     | 1.35     |           |
| 62  | Sm             | 1.98(8)  | 1.72     | 1.34     |           |
| 63  | Eu             | 1.98(6)  | 1.68     | 1.34     |           |
| 64  | Gd             | 1.96(6)  | 1.69     | 1.35     | 1.32      |
| 65  | Tb             | 1.94(5)  | 1.68     | 1.35     |           |
| 66  | Dy             | 1.92(7)  | 1.67     | 1.33     |           |
| 67  | Ho             | 1.92(7)  | 1.66     | 1.33     |           |
| 68  | Er             | 1.89(6)  | 1.65     | 1.33     |           |
| 69  | Tm             | 1.90(10) | 1.64     | 1.31     |           |
| 70  | Yb             | 1.87(8)  | 1.7      | 1.29     |           |
| 71  | Lu             | 1.87(8)  | 1.62     | 1.31     | 1.31      |
| 72  | Hf             | 1.75(10) | 1.52     | 1.28     | 1.22      |
| 73  | Ta             | 1.70(8)  | 1.46     | 1.26     | 1.19      |
| 74  | W              | 1.62(7)  | 1.37     | 1.2      | 1.15      |
| 75  | Re             | 1.51(7)  | 1.31     | 1.19     | 1.1       |
| 76  | Os             | 1.44(4)  | 1.29     | 1.16     | 1.09      |
| 77  | Ir             | 1.41(6)  | 1.22     | 1.15     | 1.07      |
| 78  | Pt             | 1.36(5)  | 1.23     | 1.12     | 1.1       |
| 79  | Au             | 1.36(6)  | 1.24     | 1.21     | 1.23      |
| 80  | Hg             | 1.32(5)  | 1.33     | 1.42     |           |
| 81  | Tl             | 1.45(7)  | 1.44     | 1.42     | 1.5       |
| 82  | Pb             | 1.46(5)  | 1.44     | 1.35     | 1.37      |
| 83  | Bi             | 1.48(4)  | 1.51     | 1.41     | 1.35      |
| 84  | Po             | 1.40(4)  | 1.45     | 1.35     | 1.29      |
| 85  | At             | 1.50     | 1.47     | 1.38     | 1.38      |
| 86  | Rn             | 1.50     | 1.42     | 1.45     | 1.33      |
| 87  | Fr             | 2.60     | 2.23     | 2.18     |           |
| 88  | Ra             | 2.21(2)  | 2.01     | 1.73     | 1.59      |
| 89  | Ac             | 2.15     | 1.86     | 1.53     | 1.4       |
| 90  | Th             | 2.06(6)  | 1.75     | 1.43     | 1.36      |
| 91  | Pa             | 2.00     | 1.69     | 1.38     | 1.29      |
| 92  | U              | 1.96(7)  | 1.7      | 1.34     | 1.18      |
| 93  | Np             | 1.90(1)  | 1.71     | 1.36     | 1.16      |
| 94  | Pu             | 1.87(1)  | 1.72     | 1.35     |           |
| 95  | Am             | 1.80(6)  | 1.66     | 1.35     |           |
| 96  | Cm             | 1.69(3)  | 1.66     | 1.36     |           |
| 97  | Bk             |          | 1.66     | 1.39     |           |
| 98  | Cf             |          | 1.68     | 1.4      |           |
| 99  | Es             |          | 1.65     | 1.4      |           |
| 100 | Fm             |          | 1.67     |          |           |
| 101 | Md             |          | 1.73     | 1.39     |           |
| 102 | No             |          | 1.76     | 1.59     |           |
| 103 | Lr             |          | 1.61     | 1.41     |           |
| 104 | Rf             |          | 1.57     | 1.4      | 1.31      |
| 105 | Db             |          | 1.49     | 1.36     | 1.26      |
| 106 | Sg             |          | 1.43     | 1.28     | 1.21      |
| 107 | Bh             |          | 1.41     | 1.28     | 1.19      |
| 108 | Hs             |          | 1.34     | 1.25     | 1.18      |
| 109 | Mt             |          | 1.29     | 1.25     | 1.13      |
| 110 | Ds             |          | 1.28     | 1.16     | 1.12      |
| 111 | Rg             |          | 1.21     | 1.16     | 1.18      |
| 112 | Cn             |          | 1.22     | 1.37     | 1.3       |
| 113 | Uut            |          | 1.36     |          |           |
| 114 | Fl             |          | 1.43     |          |           |
| 115 | Uup            |          | 1.62     |          |           |
| 116 | Lv             |          | 1.75     |          |           |
| 117 | Uus            |          | 1.65     |          |           |
| 118 | Uuo            |          | 1.57     |          |           |